# Mystroppia rethejumi
Mystroppia rethejumi är en kvalsterart som beskrevs av Krivolutsky 1971. Mystroppia rethejumi ingår i släktet Mystroppia och familjen Oppiidae. Inga underarter finns listade i Catalogue of Life.